# Champlecy
Champlecy település Franciaországban, Saône-et-Loire megyében. Lakosainak száma 208 fő (2022. január 1.). Champlecy Saint-Aubin-en-Charollais, Changy, Baron, Charolles, Hautefond, Lugny-lès-Charolles és Volesvres községekkel határos.

## Népesség
A település népességének változása:
| Lakosok száma | 219  | 220  | 225  | 223  | 222  | 223  | 224  | 216  | 208  |
|               | 2013 | 2015 | 2016 | 2017 | 2018 | 2019 | 2020 | 2021 | 2022 |